# Johann Georg Barca
Johann Georg Barca (* 4. Juni 1781 in Schwerin; † 3. Mai 1826 in Ludwigslust) war ein deutscher Architekt und mecklenburgischer Baubeamter in der Residenzstadt Ludwigslust. In seinen Bauten war er meist Vertreter des Klassizismus. An einzelnen Bauten verwendete er auch frühe Formen der Neugotik.

## Biografie

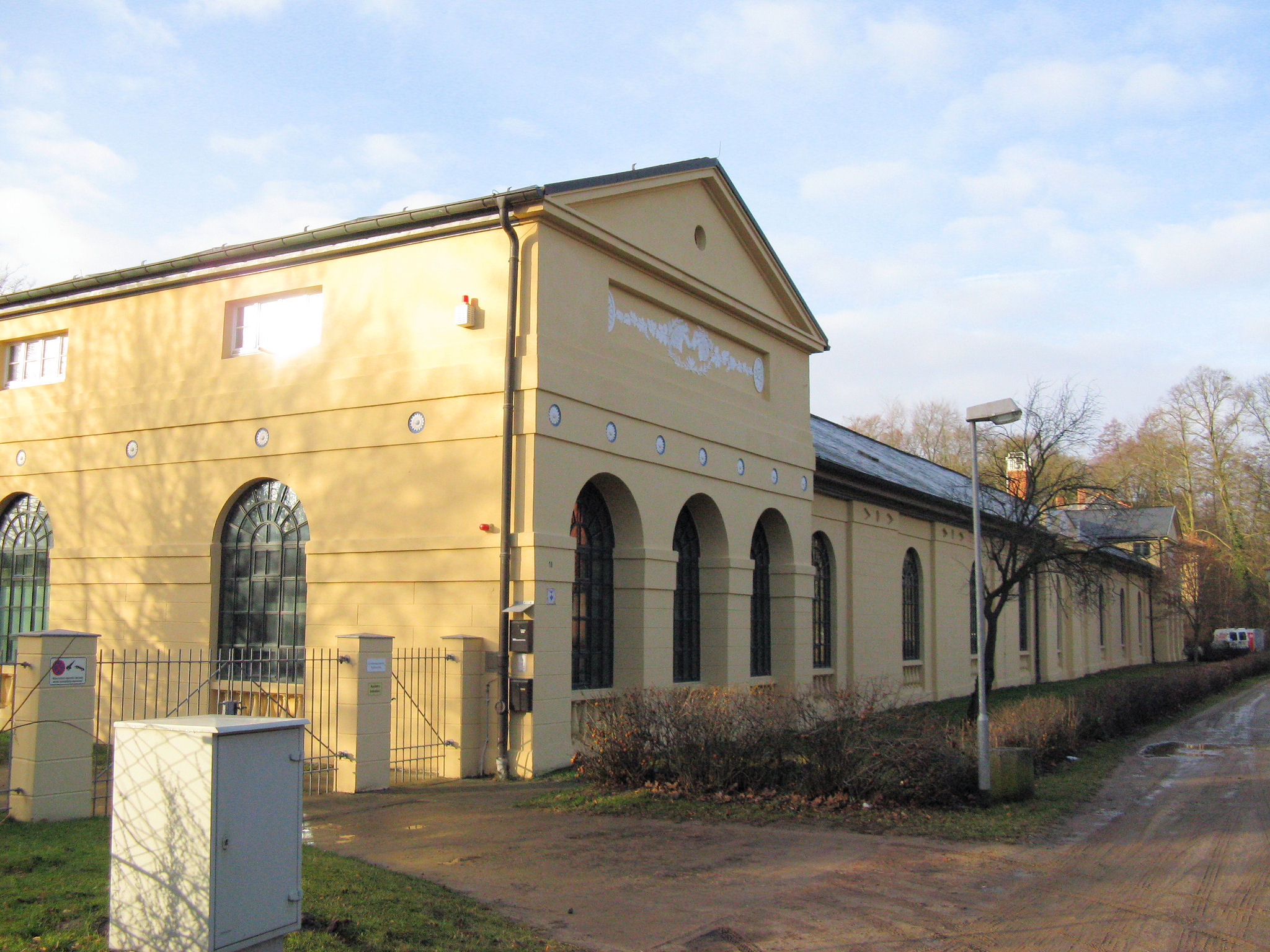
Marstall Ludwigslust

Als Sohn des später zum Hofbauinspektor aufgestiegenen Maurermeisters Johann Cornelius Christoph Barca wohnte er in der Schweriner Ritterstraße 14 in einem Haus, das Johann Joachim Busch entworfen hatte. Über seine Jugendjahre und seine Ausbildung ist wenig bekannt. Das rein Handwerkliche seines Berufs dürfte ihm sein Vater vermittelt haben. Die Handwerkerfamilie war aus Italien gekommen und in die Dienste der Herzöge von Mecklenburg getreten.
1802 wurde ihm vom Herzog Friedrich Franz I. ein Stipendium gewährt. Barca besuchte für ein Jahr Vorlesungen an der Berliner Bauakademie. Seine Lehrer waren dort David Gilly, Heinrich Gentz und Carl Gotthard Langhans. Längere Studienreisen mit Unterstützung des Landesherrn führten ihn 1804 nach Wien, wo er im Hause des preußischen Gesandten Wilhelm von Humboldt zahlreiche Persönlichkeiten des Wiener Hofes kennenlernte. 1807 in Rom und 1808 in Paris, beorderte der Landesherr ihn nach Mecklenburg zurück und erteilte ihm den Auftrag für den Entwurf eines Mausoleums für seine 1808 verstorbene Gemahlin Herzogin Louise.
1809 trat er die Nachfolge von Johann Christoph Heinrich von Seydewitz als Hofbaumeister am mecklenburgischen Hof an, der zu dieser Zeit in Ludwigslust residierte. 1810 wurden ihm die Aufgaben eines Landbaumeisters für den Distrikt Ludwigslust übertragen und er damit Verwalter des gesamten Bauwesens in der herzoglichen Residenz Ludwigslust. Neben Busch, der den barocken Kern des Ortes mit seinen städtebaulichen Strukturen geschaffen hatte, war es Barca, der die klassizistische Erweiterung vornahm und das Bild der Residenz auf Jahrzehnte hinaus prägte.
So entwarf er beide Marställe am späteren Alexandrinenplatz (1816/21, um 1950 abgebrochen) und an der Schlossfreiheit (1821/22), vollendete die von v. Seydewitz 1803 begonnene katholischen Kirche St. Helena und Andreas im Schlosspark (1809) und schuf ihren Glockenturm (1817 mit Weihe), lieferte den Entwurf für das Spritzenhaus neben dem Schloss (1815) und gestaltete zahlreiche Wohnbauten, darunter sein eigenes Haus in der Kanalstraße 20 und das benachbarte Wohnhaus des Hofmalers Rudolph Suhrlandt (1817/18).
Daneben leitete er die wirtschaftlich angeschlagene Kartonagenfabrik in Ludwigslust, die wegen ihrer hochwertigen Papiermaché-Produkte auch überregional bekannt war, aber deren Erzeugnisse („Ludwigsluster Carton“) kaum noch gefragt waren.

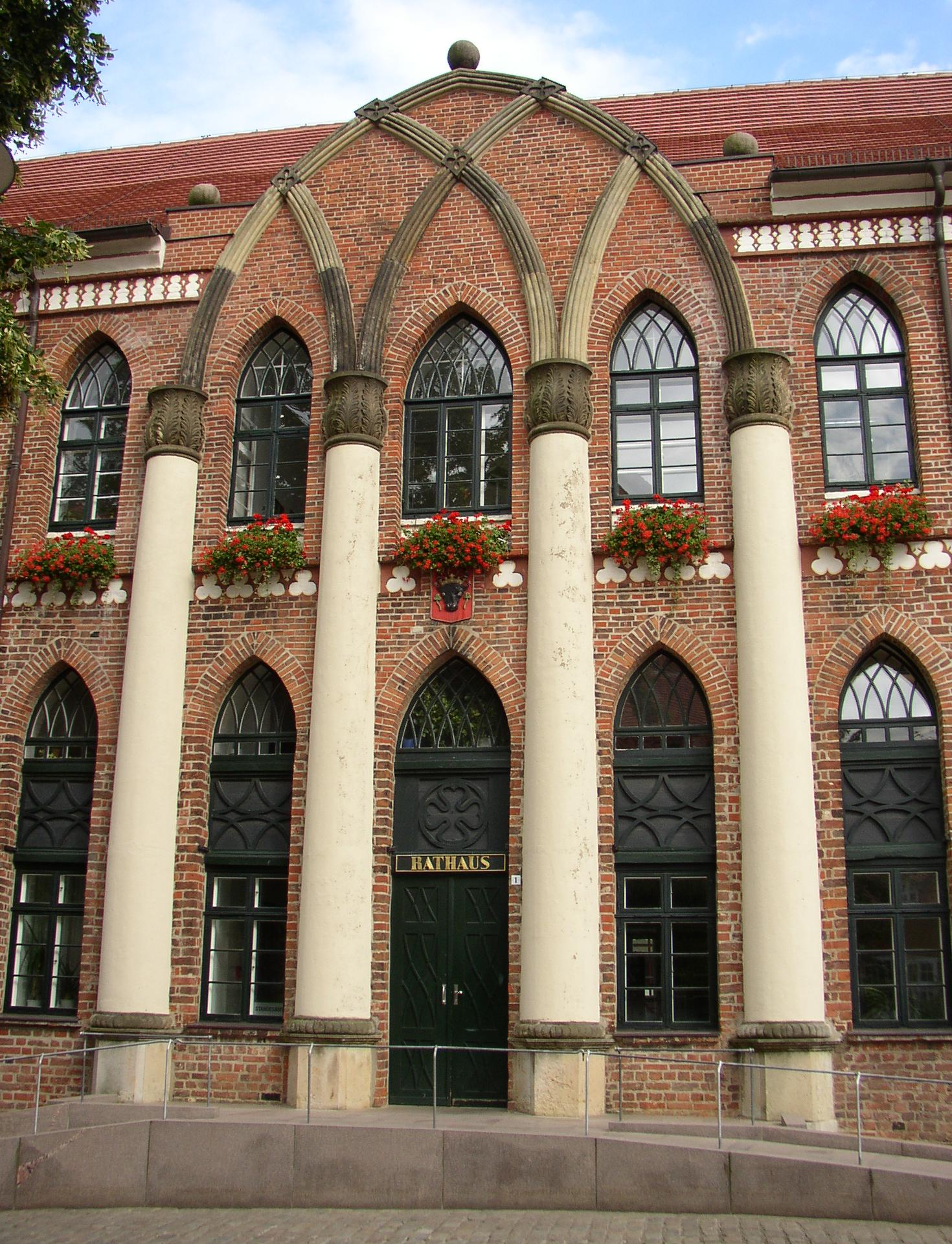
Portal des Parchimer Rathauses

Neben seiner Tätigkeit in Ludwigslust fertigte er Entwürfe für einige Rathäuser im klassizistischen Stil an. Nachdem das Rathaus Wismar 1816 weitgehend ruinös geworden war, erging an Barca der Auftrag für den Neubauentwurf. Das von 1817 bis 1819 errichtete Gebäude, in das mit der gotischen Gerichtslaube und den alten Kellern Teile des Vorgängerbaues einbezogen wurden, ist bis heute das maßstabbildende Bauwerk des sehr großen Marktplatzes. Barcas Entwurf für das Rathaus Ribnitz wurde erst nach seinem Tode in den Jahren 1831–35 ausgeführt.
Das mittelalterliche Parchimer Rathaus hatte Barca 1818 für das hier neu eingerichtete Oberappellationsgerichts umgebaut. Unter weitgehender Wahrung des gotischen Backsteinbaues fügte er in die nordwestliche zweigeschossige Längsseite einen repräsentativen neugotischen Haupteingang ein. Er trennte die drei mittelalterlichen Achsen durch aufgelegte Kolossal-Halbsäulen und schloss sie mit einem spitzwinkligen Giebel mit aufgelegten Rippen ab.
In Schwerin hatte Barca nur wenige Bauten entworfen. Die von ihm 1813 in der Schelfstraße errichtete Justizkanzlei Schwerin hat Demmler 1835 umgebaut. Barca leitete auch die Renovierung des Schweriner Doms, bei der auch einiges an verfallener mittelalterlicher Ausstattung entfernt worden ist. Ein Plan für die Neugestaltung des Innenausbaues der Schelfkirche 1821 blieb Entwurf.

## Bauten (Auswahl)
- 1808: Louisen-Mausoleum, Ludwigslust
- 1809: St. Helena und Andreas, Ausstattung, Ludwigslust
- 1813: Landessuperintendentur, Parchim, Lindenstraße 1
- 1813: Justizkanzlei Schwerin
- 1814/15: Spritzenhaus, Ludwigslust, Schlossfreiheit 21 (heute 3b)
- 1815: Schweriner Dom, Innendekoration
- 1817: Haus Barca, Ludwigslust, Kanalstraße 20
- 1818: Rathaus Parchim, Schuhmarkt 1, Umbau
- 1819: Rathaus Wismar, Umbau, Am Markt 1
- 1820: Präsidentenhaus, Parchim, Blutstr. 5/6, später Gymnasium und Lyzeum, heute Stadthaus
- 1821: Prinzenstall Ludwigslust, Clara-Zetkin-Straße, Umbau, heute Wohnhaus
- 1822: Großer Marstall, Ludwigslust, Schlossstrasse, abgerissen
- 1822: Kleiner Marstall, Ludwigslust, Schlossfreiheit 10
- 1824: Vierfaches Offiziantenhaus, Ludwigslust, Schweriner Straße
- 1825: Sechsfaches Offiziantenhaus, Ludwigslust, Schweriner Straße 29, stark umgebaut
- 1834: Rathaus Ribnitz